# Fokker S.I
El Fokker S.I fue un avión de instrucción neerlandés, empleado por primera vez en 1919 y el primero de una familia de instructores de la compañía Fokker.

## Diseño y desarrollo
El S.I fue diseñado por Reinhold Platz como entrenador primario con un ala en parasol cantilever y dos asientos lado a lado para el instructor y el alumno en una amplia cabina. Voló por primera vez a principios de 1919 en Schwerin. Aunque el prototipo se comportó bien, la poco usual ala cantilever en parasol no gustó y solo se construyeron tres aviones de producción.
Dos aviones de producción fueron equipados con motores Le Rhône de 60 kW (80 hp) y exportados a la URSS, y otro avión fue construido para el Servicio Aéreo del Ejército de los Estados Unidos, para realizar pruebas en McCook Field. El avión del USAAS estaba propulsado por un motor Curtiss OX-5 y fue designado TW-4 (Trainer Water-cooled, Entrenador refrigerado por Agua)).

## Operadores
Estados Unidos
- Servicio Aéreo del Ejército de los Estados Unidos

 Unión Soviética

## Especificaciones
Referencia datos: Wesselink

### Características generales
- Tripulación: Dos
- Longitud: 8,9 m (29,2 ft)
- Envergadura: 12,7 m (41,7 ft)
- Peso cargado: 893 kg (1968,2 lb)
- Planta motriz: 1× motor lineal V-8 refrigerado por agua Curtiss OX-5.
  - Potencia: 67 kW (92 HP; 91 CV)

### Rendimiento
- Velocidad nunca excedida (Vne): 138 km/h (86 MPH; 75 kt)

## Aeronaves relacionadas

### Secuencias de designación
- Secuencia V._ (interna de Fokker, anterior a 1918): ← V.39 - V.40 - V.41 - V.43 - V.45
- Secuencia S._ (interna de Fokker, posterior a 1918): S.I - S.II - S.III - S.IV →
- Secuencia TW-_ (Entrenador, refrigerado por Agua, del USAAS, 1919-1924): TW-1 - TW-2 - TW-3 - TW-4 - TW-5